# Schoonenberg Stadion
Schoonenberg Stadion é um estádio de futebol, localizado na cidade de Velsen-Zuid, nos Países Baixos. Inaugurado em 1948, é a casa onde o clube holandês SC Telstar manda seus jogos oficiais por competições nacionais. Tem capacidade para aproximadamente 3 600 espectadores.

## História
O estádio foi inaugurado em 27 de março de 1948 com o nome de Sportpark Schoonenberg, com uma partida entre os clubes amadores VSV e Stormvogels. Aproximadamente sessenta e um anos depois, a partir da temporada 2009-2010 até a temporada 2013-2014, o estádio levou o nome Estádio Tata Steel. A partir da temporada 2014-15, seu nome foi alterado para Telstar Stadium. Em 5 de fevereiro de 2016, foi anunciado que Rabobank IJmond será o nome homônimo do estádio até 2020. Após quatro anos, o contrato de patrocínio não foi renovado, de modo que o estádio passou a se chamar novamente Telstar Stadium de 1º de maio até 31 de dezembro de 2020.
Em 30 de dezembro de 2020, a empresa BUKO foi apresentada como a nova patrocinadora principal do estádio, que leva seu nome. O contrato entrou em vigor em 1º de janeiro de 2021 e será válido até a temporada 2022/2023.